# Eunidia laterialba
Eunidia laterialba är en skalbaggsart som beskrevs av Stefan von Breuning 1948. Eunidia laterialba ingår i släktet Eunidia och familjen långhorningar.
Artens utbredningsområde är Kenya. Inga underarter finns listade i Catalogue of Life.